# Wilhelm Meinberg

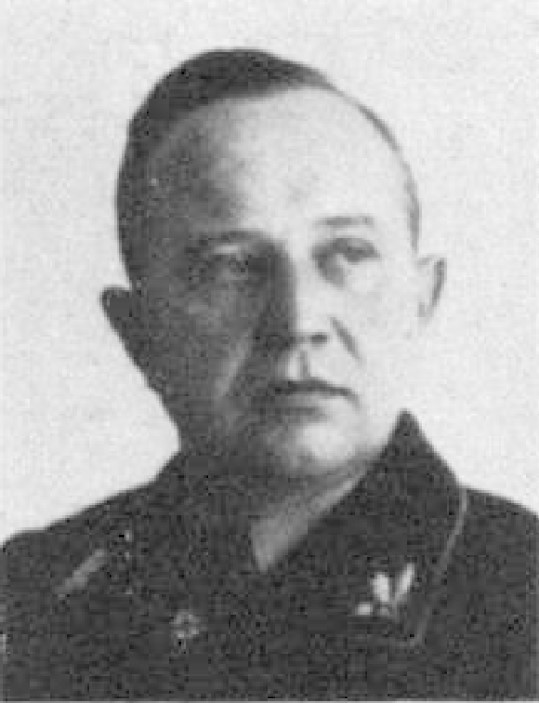
Wilhelm Meinberg

Wilhelm Meinberg (* 1. März 1898 in Wasserkurl; † 8. Februar 1973 in Kamen) war ein deutscher Politiker (NSDAP, DRP), SS-Gruppenführer (1941), Manager und Wehrwirtschaftsführer.

## Leben
Nach dem Besuch des Realgymnasiums in Unna, wo Meinberg ein Notabitur machte, nahm er am Ersten Weltkrieg teil. Er erhielt das Eiserne Kreuz II. Klasse und geriet in britische Kriegsgefangenschaft.
Nach Kriegsende wurde Meinberg im November 1919 Mitglied im Deutschvölkischen Schutz- und Trutzbund und – nach eigener Aussage – in der Deutschnationalen Volkspartei. 1923 gründete er eine Stahlhelm-Gruppe, die im selben Jahr an den Kämpfen während der Ruhrbesetzung teilnahm. Er trat 1929 in die SA und zum 1. April 1930 in die NSDAP ein (Mitgliedsnummer 218.582), in die er die Stahlhelm-Gruppe überführte und für die er Landwirtschaftlicher Gaufachberater im Agrarpolitischen Apparat des NSDAP-Gaus Westfalen wurde.
Seit 1931 war Meinberg Vorstandsmitglied in der Westfälischen Landwirtschaftskammer und seit 1932 Mitglied des Preußischen Landtags. Im März 1933 wurde er zum Präsidenten des Reichs-Landbundes ernannt. Am 6. Mai 1933 ernannte ihn Ferdinand von Lüninck, der zu diesem Zeitpunkt schon westfälischer Staatskommissar im Bereich des Genossenschafts- und Verbandswesens war, zum „Staatskommissar für die Landwirtschaftskammer“. Danach war Meinberg Mitbegründer sowie von Juni 1933 bis April 1937 Reichsobmann des Reichsnährstandes sowie ab 20. Juli 1933 Landesbauernführer für die Provinz Westfalen und ab 20. Februar 1934 Ordentliches Mitglied im Deutschen Reichsbauernrat.
Der Reichsminister für Volksaufklärung und Propaganda Joseph Goebbels berief Meinberg im Oktober 1933 in den Verwaltungsrat des Werberats der deutschen Wirtschaft.
In der SS hatte Meinberg seit 9. November 1933 den Rang eines Obersturmbannführers und seit 1. Januar 1935 den eines Brigadeführers inne (SS-Nummer 99.436).
1936 ernannte Walther Darré, Reichsbauernführer und zugleich Reichsernährungsminister, Meinberg zu seinem persönlichen „Sonderbeauftragten für Fragen der Ernährungspolitik und der Marktordnung“ im Ministerium. Er und sein Stellvertreter Bernd von Kanne hatten nun alle Verordnungen und Erlasse, die sich auf die in der Amtsbezeichnung aufgeführten Fragen bezogen und die von Darré oder dessen Staatssekretär zu unterzeichnen waren, vorher im Entwurf gegenzuzeichnen.
Da Meinberg in den Jahren 1936/37 versucht hatte, während einer längeren Krankheit von Richard Walther Darré dessen Amt als Reichsbauernführer zu übernehmen, wurde gegen ihn ein Ehrengerichtsverfahren eingeleitet, das aber auf Intervention von Hermann Göring für ein Jahr ausgesetzt wurde und danach nicht mehr aufgenommen wurde, da Göring Meinberg zu diesem Zeitpunkt schon in den Vorstand der Reichswerke Hermann Göring abberufen hatte. Dort war er von 1937 bis 1945 im Vorstand und der Stellvertreter von Paul Pleiger. Des Weiteren bekleidete er in den Reichswerken zahlreiche Vorstandsposten. Er war für das gesamte Personalwesen zuständig und richtete den Konzern im Führungsstil der SS aus, wofür er am 30. Januar 1942 zum SS-Gruppenführer (Generalsrang) ernannt wurde. Sein Adjutant in den Reichswerken war Karl Kritzler, der im August 1930 der NSDAP beigetreten war.
Meinberg war Aufsichtsratsmitglied bei der Dresdner Bank, wurde im Juni 1940 zum Wehrwirtschaftsführer ernannt. Es erfolgte seine Berufung in den Wehrwirtschaftsrat der Reichswirtschaftskammer und in den wehrwirtschaftlichen Ausschuss bei der Wirtschaftskammer Niedersachsen in Hannover.
Darüber hinaus war Meinberg von 1933 bis zur Niederlegung seines Mandats 1943 Mitglied des nationalsozialistischen Reichstags. 1941 berief Göring als Beauftragter für den Vierjahresplan Meinberg zum „Sonderbeauftragten für den Kohle-Transport“.
In seiner Funktion als SS-Gruppenführer nahm er an der Gruppenführer-Tagung am 4. Oktober 1943 in Posen teil, bei der Heinrich Himmler die erste Posener Rede hielt.
Nach Kriegsende war Meinberg für 22 Monate in britischer und amerikanischer Kriegsgefangenschaft. Anschließend war er zunächst als Landwirt tätig. Nach Angaben des britischen Geheimdienstes war er in der Nachkriegszeit ein enger Mitarbeiter des ehemaligen Staatssekretärs im Reichspropagandaministerium Werner Naumann, der mit dem Naumann-Kreis die FDP nationalsozialistisch unterwandern wollte. 1953 wurde Meinberg Mitglied der Deutschen Reichspartei, für die er am 29. November zum Vorsitzenden des Direktoriums gewählt wurde. In dieser Stellung blieb er bis 1955. Zudem wurde er zum Vorsitzenden der Partei gewählt, was er – mit einer einmonatigen Unterbrechung 1957 – bis 1960 blieb. Er kandidierte für diese Partei erfolglos zu den Bundestagswahlen 1953, 1957 und 1961. Nach Gründung der NPD wurde er deren Vorstandsmitglied, Redakteur der Parteizeitung Deutsche Nachrichten und von 1967 bis 1973 Gesellschafter der diese tragenden Deutschen Nachrichten Verlags-GmbH.